# Karl Pflock
Karl Tomlinson Pflock, né le 6 janvier 1943 à San José en Californie et mort le 5 juin 2006 à Placitas au Nouveau-Mexique, est un ufologue américain. 
Il a été employé de la CIA, puis consultant auprès de membres du Congrès avant de s'installer près d'Albuquerque, dans le  Nouveau-Mexique, et de devenir écrivain à temps plein. Il décède en 2006 des suites d'une maladie dégénérative.

## Biographie
Au début des années 1990, financé par le Fund for UFO Research, Karl Pflock commence une enquête sur l'incident de Roswell, célèbre récit de crash d'une soucoupe dans le désert du Nouveau-Mexique en 1947, révélé par un ouvrage publié en 1980 par l'écrivain Charles Berlitz et l'ufologue William L. Moore. Pflock conclut dans un premier temps qu'un engin mystérieux, sans doute d'origine extraterrestre, est tombé à Roswell. Mais il révise ce jugement par la suite et reprend l'hypothèse formulée par d'autres enquêteurs selon quoi les débris découverts en 1947 provenaient d'une collection de ballons lancés dans le cadre d'un programme secret de l'Armée de l'Air, le Projet Mogul, destiné à espionner les progrès soviétiques dans le domaine atomique. 
Entre-temps, il joue un rôle important dans le débat public sur ce cas en obtenant que le sénateur du Nouveau-Mexique, Steven Schiff, demande au GAO (General Accounting Office) de lancer une enquête sur ce cas. L'US Air Force doit alors fournir une explication sur sa gestion de ce dossier. Elle rendra deux rapports sur ce cas en 1994 et 1997. Le GAO rendra son propre rapport en 1994, sans mettre au jour les révélations espérées par certains ufologues.  
Le livre que Karl Pflock a tiré de son enquête, Roswell : Inconvenient Facts and the Will To Believe, a été traduit en français. En 2002, il est le coauteur du volume de mémoires publié par l'ufologue James W. Moseley, le rédacteur en chef de Saucer Smear, un bulletin consacré aux rumeurs qui courent dans le petit monde de l'ufologie. 
Diagnostiqué avec une sclérose latérale amyotrophique en 2005, Karl Pflock en meurt le 5 juin 2006 à Placitas au Nouveau-Mexique.

## Publications
- (en-US) Roswell : Inconvenient Facts and the Will To Believe, foreword by Jerry Pournelle, Amherst, (N Y), Prometheus Books, 2001.
  - Roswell. L'ultime enquête, préface de Pierre Lagrange, Éditions Terre de Brume, 2007.
- (en-US) avec James W. Moseley, Shockingly Close To the Truth! : Confessions of a Grave-Robbing Ufologist, Amherst (N Y), Prometheus Books, 2002.